# فيغارد هيغيم
فيغارد هيغيم (بالنرويجية البوكمول: Vegard Heggem)‏ (مواليد 13 يوليو 1975) هو لاعب كرة قدم. يلعب مع منتخب النرويج لكرة القدم. سبق له أن لعب في كأس العالم لكرة القدم مع منتخب بلاده.

## روابط خارجية
- فيغارد هيغيم على موقع IMDb (الإنجليزية)

- فيغارد هيغيم على موقع الاتحاد الدولي (مؤرشف)  (الإنجليزية)
- فيغارد هيغيم على موقع الاتحاد الأوربي (الإنجليزية)
- فيغارد هيغيم على موقع اتحاد النرويج (النرويجية)
- فيغارد هيغيم على موقع قاعدة بيانات كرة القدم.إي يو (الإنجليزية)
- فيغارد هيغيم على موقع ناشيونال فوتبول تيمز (الإنجليزية)
- فيغارد هيغيم على موقع Soccerbase.com (لاعب) (الإنجليزية)
- فيغارد هيغيم على موقع عالم كرة القدم.نت (الإنجليزية)
- فيغارد هيغيم على موقع كووورة